# Pugo
Pugo est une localité de la province de La Union, aux Philippines. En 2015, elle compte 19 690 habitants.